# Michael Lindsay-Hogg
Michael Lindsay-Hogg (* 5. Mai 1940 in New York City, New York) ist ein US-amerikanischer Film- und Theater-Regisseur und Drehbuchautor.

## Leben und Karriere
Michael Lindsay-Hogg wurde 1940 in New York City als Sohn der Schauspielerin Geraldine Fitzgerald geboren. Er begann seine Karriere als Regisseur beim Fernsehen. Zwischen 1964 und dem Jahr 2000 entstanden unter seiner Regie zahlreiche Fernsehfilme und Dutzende von Episoden von namhaften Fernsehserien.
Seit 1970 machte er sich neben den Produktionen für das Fernsehen auch einen Namen als Spezialist für Musikdokumentationen, so inszenierte er unter anderem mehrere Kinodokumentation großer Pop- und Rockbands, darunter Let It Be, eine Dokumentation über die Beatles (1970), Neil Young in Berlin (1983), Paul Simon, Graceland: The African Concert (1987), A Celebration: The Music of Pete Townshend and The Who (1994) oder The Rolling Stones Rock and Roll Circus (1996). Darüber hinaus setzte er seit Anfang der 1970er Jahre auch zahlreiche Theaterstücke für die Bühne um.
Seit 1977 drehte Lindsay-Hogg als Regisseur auch mehrere Spielfilme für das Kino, darunter die Komödie Eine beispiellose Affäre (1977) mit Glenda Jackson, Melina Mercouri und Geraldine Page in den Hauptrollen, den Kriminalfilm Object of Beauty (1991) mit John Malkovich und Andie MacDowell, das Filmdrama Frankie Starlight (1995) mit Matt Dillon, Gabriel Byrne und Anne Parillaud oder den Thriller Tod vor der Kamera (1997) in der Besetzung Vincent D’Onofrio, Hope Davis und Kimber Riddle.
Michael Lindsay-Hoggs biologischer Vater war der Schauspieler Orson Welles, er wurde aber von Sir Edward Lindsay-Hogg, 4. Baronet als Sohn anerkannt.

## Filmografie (Auswahl)
Filmregie
- 1968: Jumpin’ Jack Flash (Video zum Lied Jumpin’ Jack Flash)
- 1968: The Rolling Stones Rock and Roll Circus (Dokumentarfilm veröffentlicht 1996)
- 1970: Let It Be (Dokumentarfilm)
- 1977: Eine beispiellose Affäre (Nasty Habits)
- 1982: The Sound of Murder
- 1983: Neil Young in Berlin (Dokumentarfilm)
- 1987: Paul Simon, Graceland: The African Concert (Dokumentarfilm)
- 1991: Object of Beauty (The Object of Beauty)
- 1994: Celebration: The Music of Pete Townshend and The Who (Dokumentarfilm)
- 1995: Frankie Starlight
- 1996: The Rolling Stones Rock and Roll Circus (Dokumentarfilm)
- 1997: Tod vor der Kamera (Guy)
- 2001: Waiting for Godot

Fernsehregie
- 1964–1966: Ready, Steady, Go! (Fernsehserie, 2 Episoden)
- 1973: Kein Pardon für Schutzengel (The Protectors) (Fernsehserie, 3 Episoden)
- 1981: Wiedersehen in Brideshead (Brideshead Revisited) (Fernsehminiserie)
- 1982: Simon and Garfunkel: The Concert in Central Park (TV-Dokumentarfilm)
- 1985: Dr. Fischer aus Genf (Dr. Fischer of Geneva) (Fernsehfilm)
- 1986: Verfolgt und gejagt (Nazi Hunter: The Beate Klarsfeld Story) (Fernsehfilm)
- 1987: Das Mädchen mit den Wunderhölzern (The Little Match Girl) (Fernsehfilm)
- 1989: Tödliche Galaxie (Murder on the Moon) (Fernsehfilm)
- 1992: Haus der Drachen (The Habitation of Dragons) (Fernsehfilm)
- 1992: First Lady im Zwielicht (Running Mates) (Fernsehfilm)
- 1996: Ivana Trump: Liebe kann man nicht kaufen (For Love Alone: The Ivana Trump Story) (Fernsehfilm)
- 2000: Two of Us (Fernsehfilm)
- 2015–2018: Tinsel's Town (Fernsehserie, 31 Episoden)

Drehbuch
- 1991: Object of Beauty (The Object of Beauty)

## Theater (Auswahl)
Theaterregie
- 1961: The Cave Dwellers (Greenwich Mews Theatre)
- 1979: Whose Life is it Anyway? (Trafalgar Theatre)
- 1980: Whose Life is it Anyway? (Royale Theatre)
- 1982–1983: Agnes of God (Music Box Theatre)
- 1985: The Normal Heart (The Public Theater/LuEsther Hall)
- 1985: The Boys of Winter (Biltmore Theatre)
- 1986: The Widow Claire (Circle in the Square Downtown)
- 1999: The Moment When (Playwrights Horizons)

Theaterschauspieler
- 1957: The Taming of the Shrew (Phoenix Theatre)

## Auszeichnungen
- 1979: Tony-Award-Nominierung am Broadway in der Kategorie Best Director (Play) für Whose Life Is It Anyway?